# IC 2345
IC 2345 је ознака објекта на координатама са ректансцензијом 8h 24m 8,5s и деклинацијом + 19° 57" 9'. Открио га је Макс Волф, 13. фебруара 1901. Каснијим посматрањима на том положају није уочен никакав астрономски објекат.